# Krešo Golik
Krešimir "Krešo" Golik (Fužine, 20. svibnja 1922. – Zagreb, 20. rujna 1996.), bio je hrvatski filmski i TV redatelj. U stvaralačkoj karijeri koja je trajala pet desetljeća između kasnih 1940-ih i kasnih 1980-ih, Golik je režirao niz kritički hvaljenih igranih filmova i televizijskih serija. Radeći gotovo isključivo u zagrebačkim produkcijskim kućama Jadran Film, Zagreb Film i Croatia Film, Golik se smatra jednim od najvažnijih redatelja hrvatske kinematografije, a njegova komedija iz 1970. Tko pjeva zlo ne misli često se imenuje najboljim hrvatskim filmom ikada napravljenim.

## Životopis
Krešo Golik rođen je u Fužinama 1922. godine. Osnovnu školu polazio je u Fužinama, a gimnaziju i Grafičku školu u Senju i Zagrebu. Prvotno je bio sportski reporter na Radio Zagrebu te redatelj filmskih pregleda u Jadran filmu. Od 1947. godine profesionalno se bavio filmom.
Prvi cjelovečernji film mu je Plavi 9 (1950) što je ujedno i prva hrvatska zvučna komedija te prvi film iz sportskog života. Tijekom 50-ih Golik je režirao Djevojku i hrast (1955). 1955. otkriveno je da je u razdoblju NDH napisao nagrađenu pripovijetku Ustaša se živ ne predaje, zbog čega mu je bilo onemogućeno snimati vlastite filmove u Zagrebu iduće desetljeće. Za to vrijeme snimio je film Kala (1958.) u Sloveniji i nastavio je raditi kao asistent hrvatskim redateljima. Njegov povratak obilježio je antologijski dokumentarac Od 3 do 22, jedan od najboljih dokumentarnih filmova jugoslavenskog "crnog vala". Film je nagrađivan u Oberhausenu, Locarnu i Beogradu. Također mu je bila uspješna i melodramatska komedija Imam dvije mame i dva tate. Snimao je i TV filmove i drame. Njegov najveći televizijski uspjeh bila je kultna komedija Gruntovčani, serija o životu seljana u Podravini. Snimljena je na kajkavskom dijalektu sjeverozapadne Hrvatske i prema scenariju Mladena Kerstnera. Uspjeh serije potaknuo je renesansu upotrebe dijalekata u suvremenoj hrvatskoj kulturi. 
Od 1979. do 1989. predavao je kao profesor filmske režije na zagrebačkoj Akademiji za film, kazalište i televiziju (Akademija dramske umjetnosti). Autorski opus zaključio je televizijskom serijom Dirigenti i mužikaši (1991).

## Filmovi i TV serije

### Redatelj
- Na novom putu (1948.)
- Još jedan brod je zaplovio (1948.)
- Autostrada Bratstvo-jedinstvo (1948.)
- Plavi 9 (1950.)
- Djevojka i hrast (1955.)
- Kala (1958., suredatelj Andrej Hieng
- Od 3 do 22 (1966.)
- Šest koraka... do svjetskog rekorda (1967.)
- Koreografija za kameru i plesače (1968.)
- Imam dvije mame i dva tate (1968.)
- Koliko to vrijedi (1969.)
- Pucanj (1970.), TV film
- Tko pjeva zlo ne misli (1970.)
- Konflikt (1972.), TV film
- Diskrecija zajamčena (1972.), TV film
- Živjeti od ljubavi (1973.)
- Razmeđa (1973.)
- Gruntovčani (1975.), TV serija
- Motel mjesečina (1976.), TV film
- Pucanj (1977.)
- Ljubica (1978.)
- Inspektor Vinko (1984.), TV serija
- Vila Orhideja (1988.)
- Dirigenti i mužikaši (1990.), TV serija

### Scenarist
- Još jedan brod je zaplovio (1948.)
- Autostrada Bratstvo-jedinstvo (1948.)
- Plavi 9 (1950.)
- Žute i plave poljane (1960.)
- Zaigrane osovine (1960.)
- Na pragu grada (1960.)
- Dozvane vode (1960.)
- Martin u oblacima (1961.)
- Prekobrojna (1962.)
- Nikoletina Bursać (1964.)
- Od 3 do 22 (1966.)
- Šest koraka... do svjetskog rekorda (1967.)
- Imam dvije mame i dva tate (1968.)
- Koliko to vrijedi (1969.)
- Tko pjeva zlo ne misli (1970.)
- Živjeti od ljubavi (1973.)
- Vila Orhideja (1988.)[5]

## Nagrade i spomen
- Pula 1971. - Brončana arena za režiju, Tko pjeva zlo ne misli.
- pula 1978. - Brončana arena za režiju, Ljubica.[6]
- "Nagrada Vladimir Nazor" za životno djelo.

U čast Goliku i njegovom djelu u Hrvatskoj je 1997. godine osnovana Vjesnikova godišnja nagrada za životni doprinos filmu, "nagrada Krešo Golik".

## Vanjske poveznice
- LZMK / Hrvatska enciklopedija: Golik, Krešo
- LZMK / Proleksis enciklopedija: Golik, Krešo
- LZMK / Hrvatski biografski leksikon: Golik, Krešo
- LZMK / Filmska enciklopedija: Golik, Krešo  Arhivirana inačica izvorne stranice od 2. studenoga 2022. (Wayback Machine)
- Leksikon Hrvatske radiotelevizije ⇒ G: Golik, Krešo
- Krešimir Golik u internetskoj bazi filmova IMDb-u (engl.)
- Krešo Golik životopis na Filmski-Programi.hr
- Krešo Golik životopis  Arhivirana inačica izvorne stranice od 14. svibnja 2011. (Wayback Machine) na Film.hr
- (engl.) Film Programmes, Archive on films and directories
- (engl.) Kreso Golik, Filmography, New York Times  Arhivirana inačica izvorne stranice od 2. studenoga 2003. (Wayback Machine)